# Arthonia crystallifera
Arthonia crystallifera är en lavart som beskrevs av L. I. Ferraro & Lücking. Arthonia crystallifera ingår i släktet Arthonia och familjen Arthoniaceae.   Inga underarter finns listade i Catalogue of Life.